# Kranebitter Allee
Die Kranebitter Allee ist eine gut 4 km lange Straße in den Innsbrucker Stadtteilen Höttinger Au und Hötting West und Teil der Tiroler Straße (B 171).

## Verlauf
Die Kranebitter Allee beginnt bei der Unterführung der Mittenwaldbahn als Fortsetzung der Straße Höttinger Au (⊙) und führt geradlinig Richtung Westen nach dem namensgebenden Kranebitten (⊙). Sie führt zunächst an der Hangkante der Nordkette nördlich der Gießensiedlung entlang, westlich des Fischerhäuslwegs trennt sie das Flughafengelände im Süden von der Lohbachsiedlung bzw. dem Campus Technik der Universität Innsbruck im Norden. Kurz vor Kranebitten zweigt die B 171b als kurzes Verbindungsstück nach Völs und zur Anschlussstelle Innsbruck-Kranebitten der Inntalautobahn ab. Westlich von Kranebitten führt sie als B 171 weiter nach Zirl. Über den größten Teil ihres Verlaufs bildet sie die Grenze zwischen den Stadtteilen Höttinger Au und Hötting West.
Mit über 4 km zählt sie zu den längsten Straßen Innsbrucks. Die höchste vergebene Hausnummer ist 230 (Standschützenkaserne).

## Geschichte

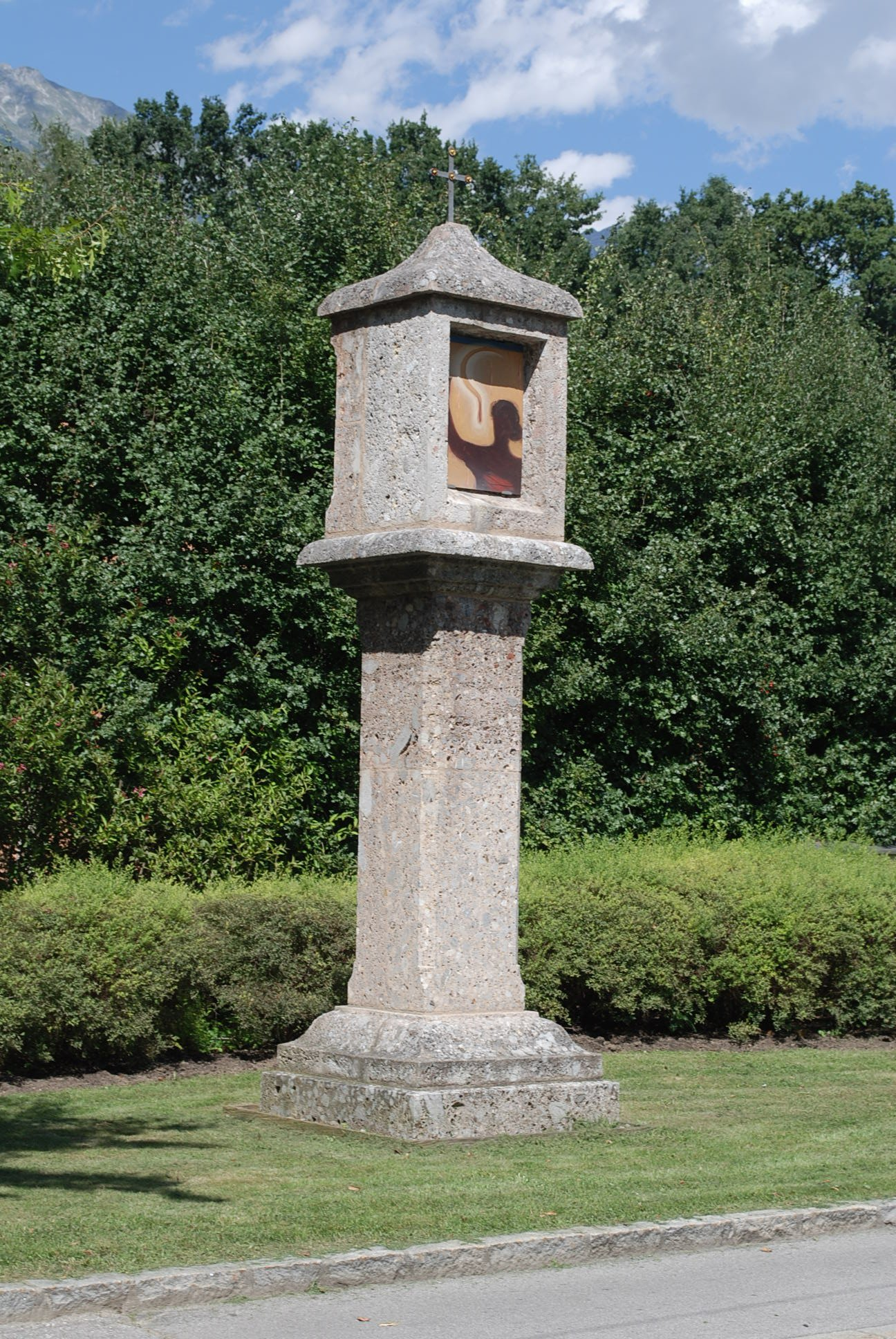
Bildstock an der Kranebitter Allee auf Höhe Vögelebichl mit Darstellung der hl. Notburga

Die mittelalterliche Verbindung von Innsbruck nach Westen ins Oberinntal und zum Seefelder Sattel führte über die Innbrücke, die Höttinger Gasse und entlang der heutigen Schneeburggasse zu den Allerheiligenhöfen. Ferdinand II. ließ als Ersatz für diesen sogenannten Oberen Weg bzw. Alte Landstraße ab 1595 die Neue Landstraße durch die Au am Talboden anlegen, die weniger beschwerlich, allerdings hochwassergefährdet war. Bis in die erste Hälfte des 20. Jahrhunderts verlief sie komplett durch unverbautes Gebiet. Die ersten Pappeln wurden zwischen 1806 und 1814 gepflanzt und in den 1960er Jahren durch neue Bäume, vorwiegend Winterlinden, ersetzt.
Seit 1654 führten sieben Bildstöcke von der Höttinger Au entlang der Kranebitter Allee zur 1624 erbauten Filialkirche Mariä Heimsuchung in Kranebitten. Von den ursprünglich sieben Bildstöcken aus Höttinger Breccie mit Rosenkranzgeheimnissen haben sich fünf erhalten, die im 20. und 21. Jahrhundert teilweise neu aufgestellt und mit neu gestalteten Bildern von Anton Christian, Peter Blaas, Raimund Wörle und Jutta Katharina Kiechl versehen wurden.
Für den Bau der Straßenbahn von 2013 bis 2016 wurde zwischen Vögelebichl und Technikerstraße die ursprüngliche Trasse der Kranebitter Allee für die Straßenbahn adaptiert und die Straße südlich der Baumreihe neu angelegt.

## Verkehr
Die Kranebitter Allee bildet im gesamten Verlauf einen Teil der Tiroler Straße (B 171) und stellt eine wichtige Verkehrsachse von der Innenstadt nach Westen (Wohngebiete in Hötting West, Inntalautobahn, Völs, Zirl) dar. Im Jahr 2018 wurden auf Höhe des Campus Technik im Schnitt 17.446 Fahrzeuge pro Tag gezählt. Die Kranebitter Allee ist auch eine wichtige Achse für den öffentlichen Verkehr, insbesondere für die Straßenbahnlinien 2 und 5 Richtung  Peerhofsiedlung bzw. Technik West. Die Straßenbahn verkehrt auf einem eigenen Gleiskörper im Bereich der ursprünglichen Straße.